# 高知県庁舎
高知県庁舎（こうちけんちょうしゃ）は地方自治体である高知県の庁舎。高知県高知市丸ノ内に所在する。

## 概要
本館は高知城の下屋敷（国主の隠居屋敷）跡にある。史跡高知城跡の指定範囲内である。隣接して県議会議事堂、少し離れて周辺に西庁舎、北庁舎などがある。
免震レトロフィットによる改修が2012年竣工（設計：佐藤総合計画）。2017年に公共建築賞を受賞した。

## 歴史
- 1871年（明治4年） - 廃藩置県により高知県設置。藩校致道館跡に県庁が置かれる。
- 1883年 - 丸ノ内に移転。県立中学校と師範学校の建物を県庁に転用。
- 1916年 - 煉瓦造2階建の県庁舎が竣工（設計：西村慥爾、八島震）
- 1945年 - 空襲により県庁舎全焼。
- 1946年 - 焼け残った煉瓦の外壁を利用して復旧工事を行うが、同年の南海大地震により亀裂などの被害を受ける[4]。
- 1960年 - 新庁舎建設に着手。
- 1962年 - 新庁舎が竣工（設計：岸田日出刀）。
- 2012年 - 改修工事が竣工。

## 庁舎

### 本館
- 所在地：高知県高知市丸ノ内一丁目2番20号
- 竣工：1962年
- 構造：RC、SRC、6階建、地下1階、塔屋3階建

## アクセス
- JR高知駅から約2km。高知駅から路面電車で県庁前下車。